# A Praia

The Beach (br / pt: A Praia) é um filme estadunidense e britânico de 2000 dirigido por Danny Boyle, baseado em romance de Alex Garland, que foi adaptado para o filme por John Hodge e estrelado por Leonardo DiCaprio, Tilda Swinton, Virginie Ledoyen, Guillaume Canet, e Robert Carlyle. O filme foi gravado nas Ilhas Phi Phi (เกาะ พีพี), na Tailândia.
O filme levantou uma grande controvérsia e esteve a ponto de ser proibido nos cinemas tailandeses a pedido dos políticos do país por ofensas ao Budismo e por mostrar o país como um paraíso para o consumo de drogas. Após o lançamento do filme, ecologistas, juízes, políticos e moradores da ilha entraram na Justiça contra a 20th Century Fox por alterar a paisagem original do local para ampliar a praia e plantar coqueiros adicionais. Após um longo processo, a Suprema Corte da Tailândia condenou em 2006 a Fox a pagar os danos ao ecossistema, mas estes foram amplamente superados pelo tsunami de 2004 que arrasou a costa ocidental da Tailândia em 2004, e a sentença não foi cumprida.
Em 2012, a Fox comprou os direitos do livro The Beach para fazer um seriado de televisão. O projeto estava sendo escrito por Andrew Miller, da série The Secret Circle. Ele definiu o novo projeto como "Uma história sobre um grupo de jovens que se sentem desconectados e desencantados com a sociedade e tentam começar do zero em uma ilha paradisíaca, mas descobrem que é bem difícil proteger esse 'mundo perfeito'". Em 2018, Alex Garland confirmou em conversa com um fã no Reddit que uma nova adaptação de seu livro estava sendo desenvolvida por Hollywood: “Há alguém muito talentoso trabalhando em uma adaptação de A Praia, e estou muito animado em saber o que ele vai fazer com a minha história”. Em 2019, em entrevista ao The Independent, Danny Boyle revelou que estava sendo desenvolvida uma série televisiva nos moldes do filme que será escrita por Amy Seimetz e que acompanha o protagonista Richard cerca de 20 anos depois dos eventos do filme.

## Sinopse
Em um hotel barato de Bankok, o rapaz Richard (Leonardo DiCaprio) conhece Françoise (Virginie Ledoyen) e Étienne (Guillaume Canet), um casal de franceses. Ele também encontra Daffy (Patolino) (Robert Carlyle), um viajante mais velho marcado por anos de sol e drogas. De forma paranóica Patolino conta a Richard a improvável história de uma ilha secreta, um paraíso na Terra, a praia perfeita sem a presença de turistas. No dia seguinte, Richard encontra um mapa desenhado a mão da ilha descrita por Patolino preso na sua porta. Ele vê nisto "algo diferente", pois não pretende fazer a mesma coisa que todos os outros turistas, assim Richard vai procurar Patolino e descobre que ele se suicidou cortando os pulsos. Richard persuade Françoise e Etienne a se juntarem a ele em uma viagem seguindo o mapa de Patolino. Para irem até "a praia" eles arriscam suas vidas ao nadarem em mar aberto de uma ilha para outra, se arrastando e correndo de guardas armados, que vigiam uma plantação de maconha, e pulando de uma cachoeira, mas ao chegarem ao sonhado destino encontram uma pequena comunidade de viajantes, que como eles encontrou "a praia" e vivem em segredo. Eles recebem as boas-vindas do grupo e esta parte da ilha paradisíaca se torna a casa deles, deixando para trás o mundo que conheciam. Mas na realidade este céu na Terra não é tão perfeito. Conflitos pessoais e ciúmes criam uma violenta rivalidade e trágicos eventos dividem a comunidade. Bastante isolado e transtornado, Richard não sabe o que fazer, pois o sonho se tornou um pesadelo e o paraíso virou um inferno. Agora sua única meta é partir. Mas a fuga não será fácil, pois "a praia" é um lugar secreto, que alguns defenderão até a morte.

## Elenco

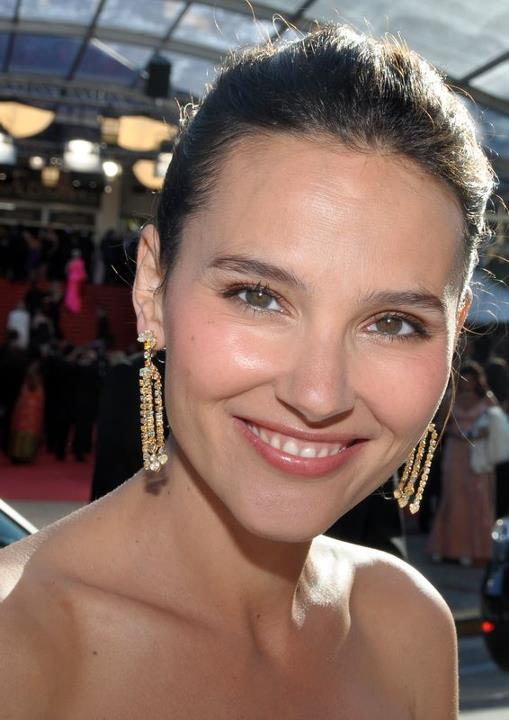
Virginie Ledoyen

- Leonardo DiCaprio como Richard, um viajante independente que é o personagem principal do filme
- Tilda Swinton como Sal, a líder da comunidade
- Virginie Ledoyen como Françoise, a namorada de Étienne, e o interesse amoroso de Richard
- Guillaume Canet como Étienne, o namorado de Françoise
- Robert Carlyle como Daffy, o ex-membro excêntrico da comunidade
- Paterson Joseph como Keaty, um membro da comunidade que adora cricket
- Lars Arentz-Hansen como Bugs, o namorado de Sal e o carpinteiro da comunidade
- Daniel Caltagirone como Unhygienix, o chef da comunidade
- Staffan Kihlbom, Jukka Hiltunen, e Magnus Lindgren como Christo, Karl, e Sten, os pescadores suecos da comunidade
- Victoria Smurfit como Garota do Tempo, um membro da comunidade
- Zelda Tinska e Lidija Zovkic como Sonja e Mirjana, dois membros da comunidade que vêm de Sarajevo
- Samuel Gough como Guitarman, guitarrista da comunidade
- Peter Youngblood Hills e Jerry Swindall como Zeph e Sammy, dois americanos que Richard conhece em Ko Samui
- Saskia Mulder e Simone Huber como Hilda e Eva, duas mulheres que acompanham Zeph e Sammy para a ilha e são mortas pelos fazendeiros
- Peter Gevisser como Gregorio, um membro italiano da comunidade
- Abhijati 'Meuk' Jusakul como líder dos agricultores de cannabis

## Produção

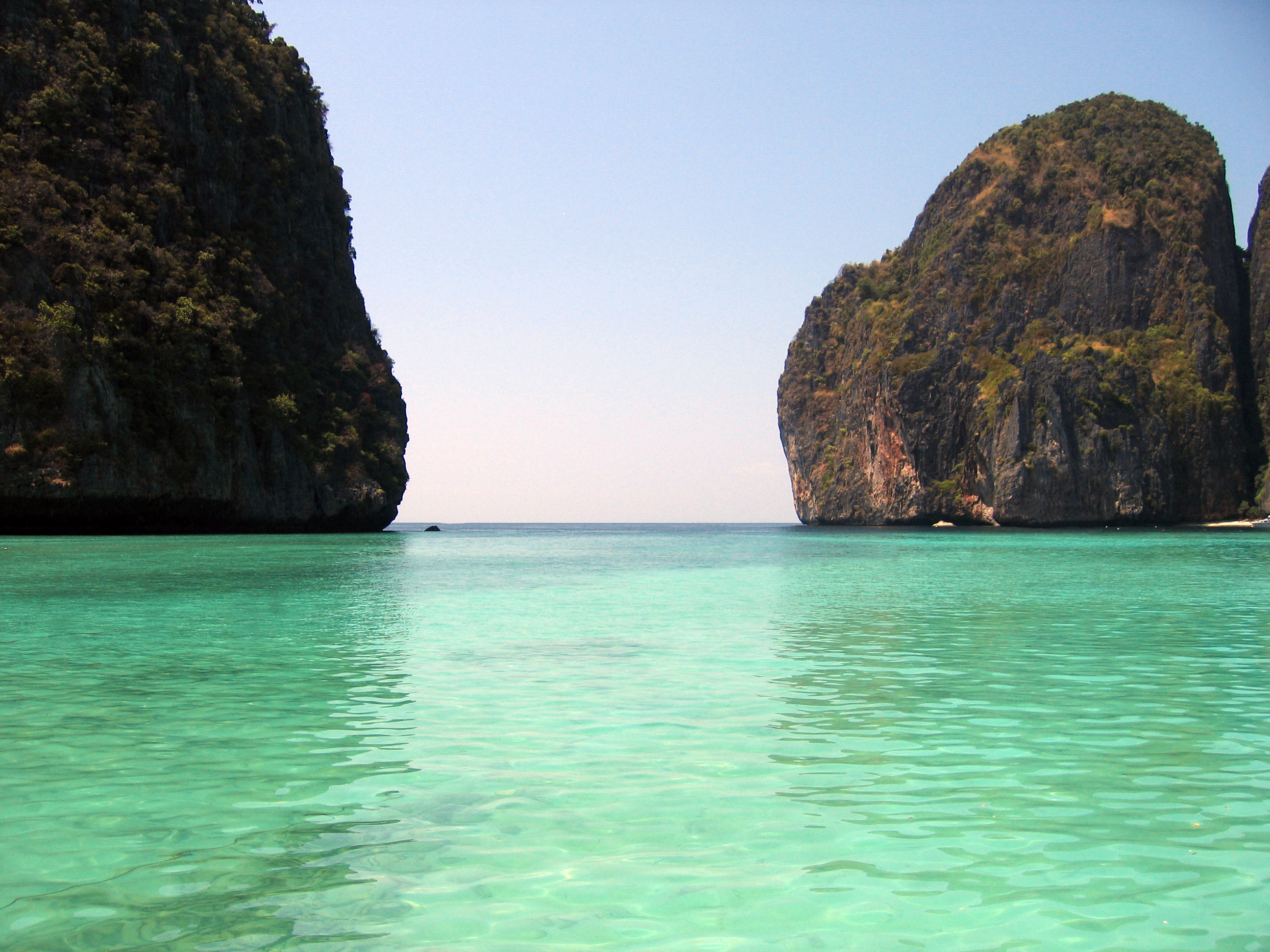
A localização paradisíaca, baía Maya em Ko Phi Phi Lee.

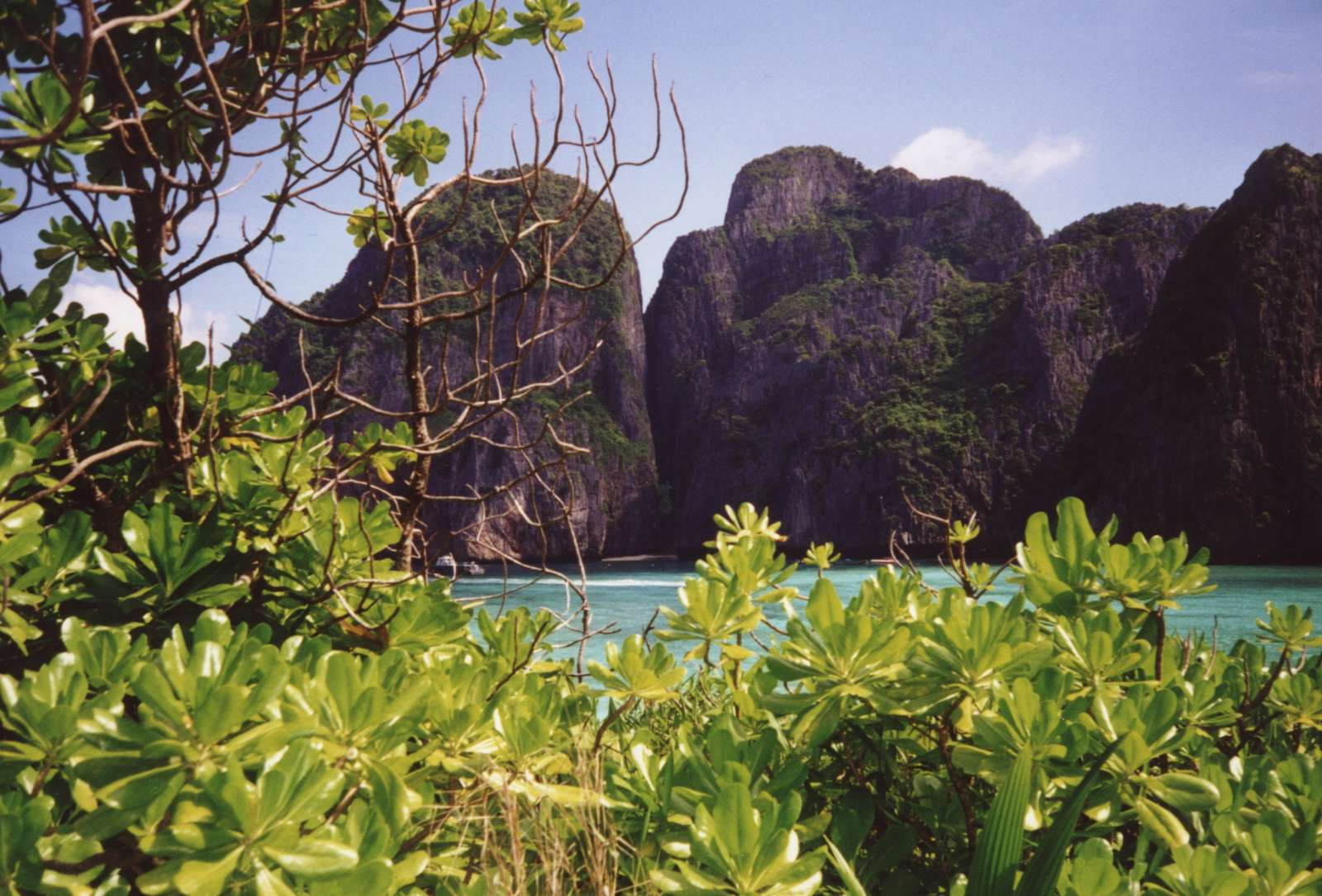
Ko Phi Phi Leh

Ewan McGregor foi escalado como o personagem principal antes de sair devido a disputas com o diretor. Especulou-se que Boyle recebesse um financiamento adicional sob a condição de que DiCaprio fosse escalado e seu personagem se tornasse americano.
Os membros do elenco e da equipe estiveram envolvidos em um acidente de barco durante a produção. Foi relatado que o incidente envolveu Boyle e DiCaprio. Ninguém ficou ferido.
A praia vista no filme não é a mesma da vida real. Há uma lacuna entre as montanhas na praia real na Tailândia. A equipe de efeitos especiais adicionou digitalmente algumas das montanhas ao redor durante a fase de pós-produção. A praia real também foi transformada a partir de sua aparência natural. É relatado que os membros da produção achataram a praia com um trator, para o desânimo dos moradores locais. O tsunami de 2004, no entanto, reformulou a praia ao seu aspecto natural.
Boyle foi citado dizendo que o visual das cenas da selva no filme foi inspirado no jogo da Nintendo Banjo-Kazooie.[carece de fontes?]
A cena da cachoeira, onde DiCaprio e outros saltam de um penhasco alto para a água abaixo, foi filmada no Parque Nacional Khao Yai, no centro da Tailândia, na Cachoeira Haew Suwat.
O mapa do filme foi ilustrado pelo autor do livro sobre o qual The Beach foi baseado, Alex Garland. Ele recebeu crédito por isso como o cartógrafo.

### Danos no local da filmagem
Controvérsia surgiu durante a realização do filme devido a intimidação e paisagismo da 20th Century Fox da configuração natural da praia de Ko Phi Phi Leh para torná-lo mais "parecido com um paraíso". A produção alterou algumas dunas de areia e limpou alguns coqueiros e grama para ampliar a praia. Fox reservou um fundo para reconstruir e devolver a praia ao seu estado natural; no entanto, processos foram movidos por ambientalistas que acreditavam que os danos ao ecossistema eram permanentes e as tentativas de restauração falharam. Após a filmagem do filme, havia uma área plana e clara em uma extremidade da praia que foi criada artificialmente com um layout estranho de árvores que nunca foi corrigido, e toda a área permaneceu danificada do estado original até o tsunami de 2004.
Os processos se arrastaram por anos. Em 2006, o Supremo Tribunal da Tailândia confirmou uma decisão do tribunal de apelação de que as filmagens haviam prejudicado o meio ambiente e ordenou que fossem feitas avaliações de danos. Os réus do caso incluíram a 20th Century Fox e alguns funcionários do governo tailandês.
O grande aumento no tráfego turístico para a praia como resultado do filme resultou em danos ambientais para a baía e os recifes de coral próximos, levando as autoridades tailandesas a fechar a praia até 2021.

### Retrato da Tailândia
Depois que o filme estreou na Tailândia em 2000, alguns políticos tailandeses ficaram chateados com a forma como a Tailândia foi retratada no filme e pediram que fosse banida. Dizia-se que a representação da cultura das drogas dava má imagem à Tailândia e que uma estátua de Buda em um bar era citada como "blasfêmia".

## Trilha sonora
A trilha sonora do filme, co-produzido por Pete Tong, traz os sucessos internacionais "Pure Shores" de All Saints e "Porcelain" de Moby, bem como faixas de New Order, Blur, Underworld, Orbital, Faithless, Sugar Ray, e outros. A contribuição de Leftfield para a trilha sonora, "Snakeblood", teve amostras de Manobras Orquestrais no "Almost" do Dark sem permissão, levando a uma ação judicial; O membro da banda Neil Barnes disse que esqueceu de remover a amostra da lista de faixas finalizada. As músicas "Synasthasia" de Junkie XL, "Out of Control" de The Chemical Brothers, "Fiesta Conga" de Movin' Melodies, "Redemption Song" de Bob Marley, "Neon Reprise" de Lunatic Calm e "Smoke Two Joints" "de Chris Kay e Michael Kay também foram incluídos no filme, mas omitidos da trilha sonora. O teaser trailer do filme apresentou "Touched" da VAST.
A trilha sonora do filme foi composta por Angelo Badalamenti, e um álbum separado contendo seleções de sua trilha sonora foi lançado também.

### Listagem de faixas
| N.º            | Título                                                              | Artista                                                 | Duração |  |
| 1.             | "Snakeblood"                                                        | Leftfield                                               | 5:39    |  |
| 2.             | "Pure Shores" (do álbum Saints & Sinners, 2000)                     | All Saints                                              | 4:24    |  |
| 3.             | "Porcelain" (do álbum Play, 1999)                                   | Moby                                                    | 3:58    |  |
| 4.             | "Voices" (do álbum Sunmachine, 1998)                                | Dario G com Vanessa Quinones                            | 5:19    |  |
| 5.             | "8 Ball"                                                            | Underworld                                              | 8:51    |  |
| 6.             | "Spinning Away" (originalmente apresentado Brian Eno and John Cale) | Sugar Ray                                               | 4:24    |  |
| 7.             | "Return of Django" (originalmente apresentado por The Upsetters)    | Asian Dub Foundation com Harry Beckett e Simon de Souza | 4:17    |  |
| 8.             | "On Your Own" (Crouch End Broadway mix)                             | Blur                                                    | 3:32    |  |
| 9.             | "Yé ké yé ké" (edição do Hardfloor)                                 | Mory Kante                                              | 3:55    |  |
| 10.            | "Woozy"                                                             | Faithless                                               | 7:53    |  |
| 11.            | "Richard, It's Business as Usual"                                   | Barry Adamson                                           | 4:17    |  |
| 12.            | "Brutal"                                                            | New Order                                               | 4:49    |  |
| 13.            | "Lonely Soul" (do álbum Psyence Fiction, 1998)                      | Unkle com Richard Ashcroft                              | 8:53    |  |
| 14.            | "Beached"                                                           | Orbital e Angelo Badalamenti                            | 6:45    |  |
| Duração total: | Duração total:                                                      | Duração total:                                          | 76:53   |  |

## Lançamento

### Bilheteria
O orçamento do filme foi de US $50 milhões. As receitas globais totalizaram mais de US$144 milhões, dos quais US$39 milhões foram dos EUA.

### Resposta da crítica
No Rotten Tomatoes, o filme detém uma classificação de aprovação de 20% com base em 117 avaliações e uma classificação média de 4,4/10. O consenso crítico do site diz: "The Beach é desfocada e confusa, uma adaptação superficial do romance em que se baseia. No entanto, os pontos vão para a cinematografia deslumbrante". Em Metacritic, o filme tem uma pontuação média ponderada de 43 em 100, com base em 34 críticos, indicando "revisões mistas ou médias".
Críticos sugeriram que a fama de DiCaprio depois do Titanic poderia ter contribuído para o sucesso financeiro do filme, que saiu menos de três anos depois do blockbuster de James Cameron. Paul Clinton, da CNN, disse que "A principal base de fãs de Leonardo DiCaprio de garotas adolescentes não ficará desapontada com The Beach. A maioria do filme mostra o jovem galã de tamanho titânico sem camisa, nesta história sobre a pseudo-angústia e alienação de um jovem dos Estados Unidos que escapou da civilização e de sua geração obcecada por computadores". Ele concordou com a maioria dos outros que The Beach era "nada sobre o que escrever".

## Prêmios e indicações
- O filme The Beach foi indicado ao Urso de Ouro no Festival de Berlim.
- O filme recebeu três indicações nos Prêmios Teen Choice de 2000, nas categoria de Melhor Filme - Drama, Melhor Ator para Leonardo DiCaprio e Melhor Química para Leonardo DiCaprio e Virginie Ledoyen.
- Leonardo DiCaprio foi indicado para um Framboesa de Ouro de pior ator por seu trabalho no filme.